# Fluvisol

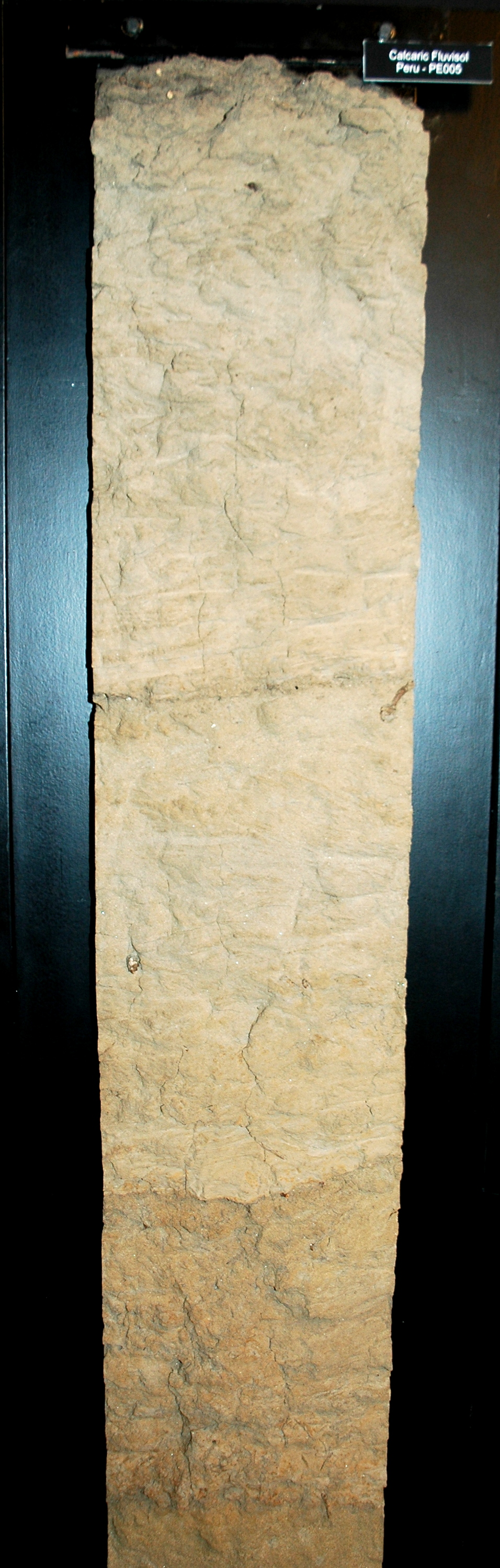
Bodenprofil eines Calcaric Fluvisol

Fluvisol (FL) (von lat.: fluvius = Fluss) ist eine der 32 Referenzbodengruppen der World Reference Base for Soil Resources (WRB). Die Gruppe umfasst junge Böden aus geschichteten, fluviatilen, marinen oder lakustrinen Ablagerungen. Nach der deutschen Bodensystematik fallen Auenböden in diese Gruppe – sofern diese nicht zu den Gleysolen, Phaeozemen oder Umbrisolen gehören.

## Diagnostische Merkmale
Fluvisole  werden durch das Vorhandensein von fluvic Material definiert, das in spätestens 25 cm Tiefe beginnt. Fluvic Material ist gekennzeichnet durch erkennbare Schichtung über mindestens 25 % des Bodenvolumens in einem spezifizierten Tiefenbereich. Mit der Tiefe unregelmäßig abnehmende Gehalte an organischem Kohlenstoff reichen dabei als Indikator für Schichtung aus. Die Schichtung resultiert von Überflutungen, die so jung sind, dass die Schichtung noch nicht durch bodenbildende Prozesse wie Gefügebildung oder Bioturbation unsichtbar geworden ist.

## Horizonte
Fluvisole besitzen in der Regel nur eine schwach ausgeprägte Profildifferenzierung mit vorwiegend A- und C-Horizonten, die teilweise Kalk-, Salz- und Sulfidanreicherungen aufweisen können. Durch die Wasserbeeinflussung der Böden sind häufig hydromorphe Merkmale (Rostflecken) vorhanden.

## Verbreitung
Fluvisole sind azonale Böden und kommen auf allen Kontinenten und in allen Klimaten vor. Sie sind an die Überschwemmungsbereiche der Küsten, Flüsse und Seen gebunden, in denen Sedimentation vorherrscht.
Die Referenzbodengruppe der Fluvisole nimmt weltweit eine Fläche von 350 Millionen Hektar ein, wobei über die Hälfte davon in den Tropen liegt.

## Eigenschaften und Nutzung
Die meisten Fluvisole besitzen eine hohe natürliche Fruchtbarkeit, da regelmäßig Nährstoffe nachgeliefert werden; aber je nach Standort, angeliefertem Material und Grundwasserstand besitzen Fluvisole unterschiedlichste Eigenschaften. Dadurch variiert das Nutzungspotenzial stark. Wo unvorhersehbare Überflutungen vorkommen, ist das ackerbauliche Nutzungspotential eingeschränkt. Reisanbau ist eine klassische Nutzungsform auf Fluvisolen tropischer und subtropischer Regionen. Auf salzreichen Standorten (z. B. Küstenbereiche) sind häufig Mangroven oder andere salztolerante Pflanzen anzutreffen.